# Groupe de combat

Symbole d'un groupe de combat ami dans la symbologie militaire OTAN interarmées.

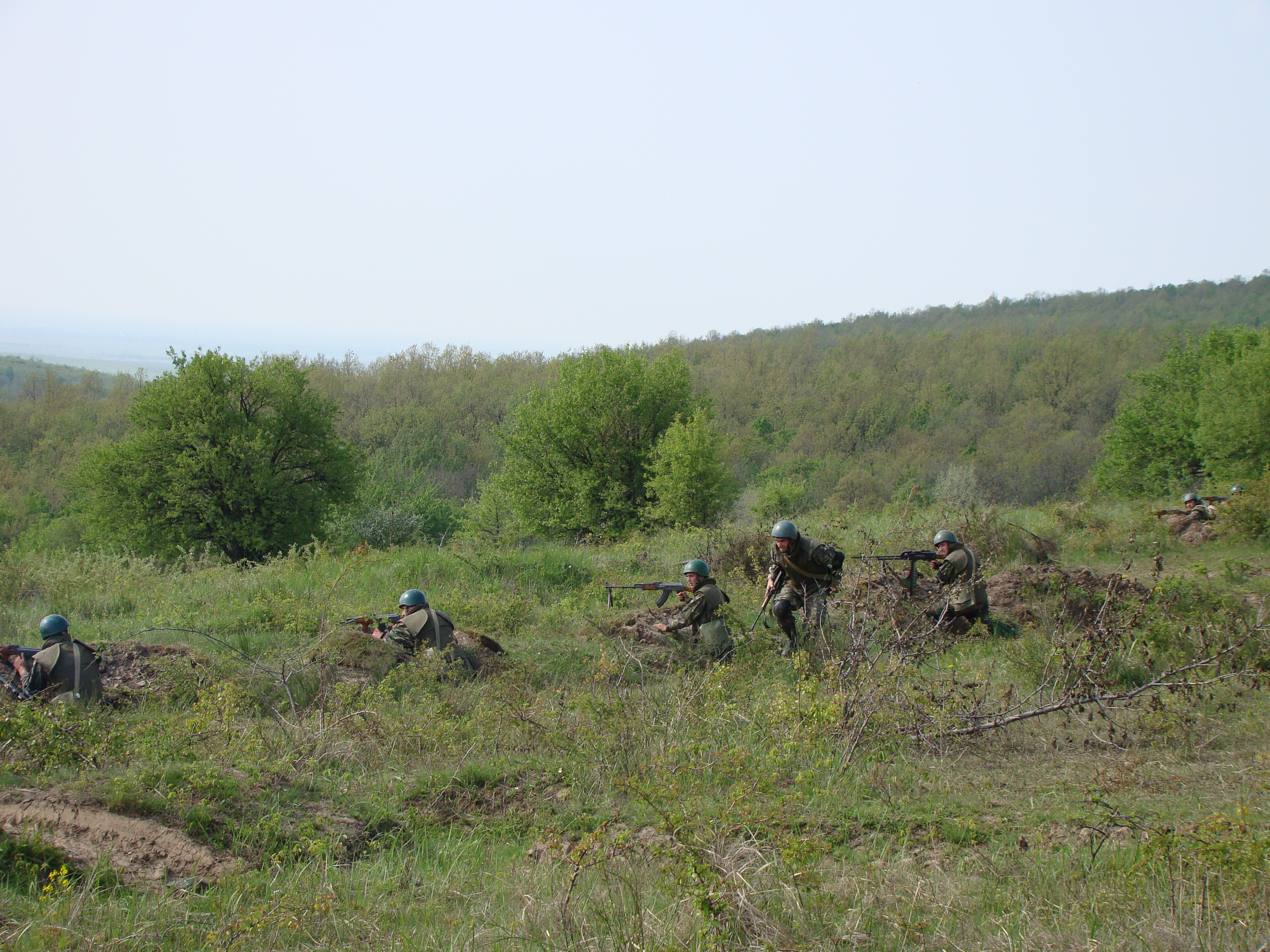
Un groupe de combat des forces armées roumaines en 2010.

Dans le domaine militaire, un groupe de combat est une petite unité de combat, généralement subdivision d'une section ou d'un peloton.
Longtemps constituée de soldats mettant en œuvre des armements identiques (pique, mousquet, puis fusil), l'infanterie a connu à partir de la fin du XIXe siècle une évolution de plus en plus rapide de ses armements. Celle-ci, qui avait commencé avec l'apparition de la grenade sous l'Ancien Régime, s'est poursuivie successivement par celles de la grenade à fusil et du mortier de tranchée, du pistolet-mitrailleur, du fusil-mitrailleur et de la mitrailleuse légère, du lance-flamme et, finalement par celles des armes antichars portables (fusil anti-char, puis lance roquette). Cette évolution a conduit à constituer, généralement autour du servant du fusil-mitrailleur ou de la mitrailleuse légère, des petits groupes de fantassins dont le rôle est lié à celui du porteur de l'arme principale du groupe (appui, protection).

## Allemagne

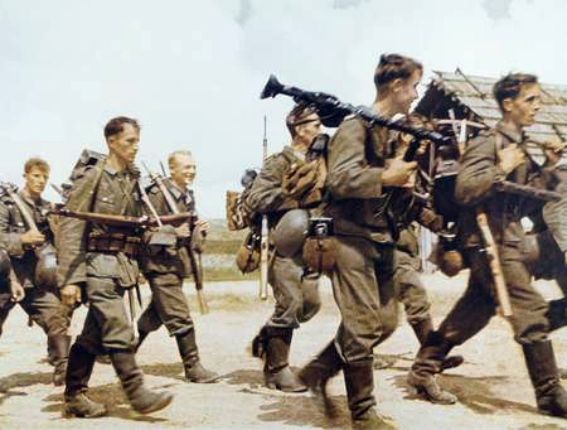
Soldats allemands progressant durant l'été en Russie. L'un d'eux porte une mitrailleuse MG34, les autres sont armés principalement avec de Karabiner 98k. L'année n'étant pas identifiée, il peut s'agir de l'opération Barbarossa en 1941 ou du Fall Blau de l'été 1942.

La Heer, après la campagne de Pologne a modifié la structure de son groupe de combat. En 1940, celui-ci, au nombre de quatre par section, est composé de dix soldats répartis ainsi :
- un sous-officier commandant le groupe, armé d'un fusil ou d'un pistolet-mitrailleur ;
- six hommes, armés d'un fusil Karabiner 98k ;
- un tireur de mitrailleuse MG34, armé d'un pistolet ;
- un chargeur MG34, armé d'un pistolet ;
- un pourvoyeur MG34, armé d'un fusil.

En 1944, l'effectif théorique du groupe de combat est de neuf militaires centrés autour de leur mitrailleuse et composant deux équipes de feu. Un chef de groupe équipé d'un pistolet mitrailleur dirigeant un mitrailleur et deux porteurs de munitions, un chef de groupe adjoint dirigeant quatre fusiliers emportant un lance-grenades.

## Autriche
Dans les forces armées autrichiennes, un groupe de combat d'infanterie est composé d'un commandant avec le grade de sergent ou sergent-chef, son adjoint, un peloton de mitrailleuse légère et quatre tireurs.

## Brésil

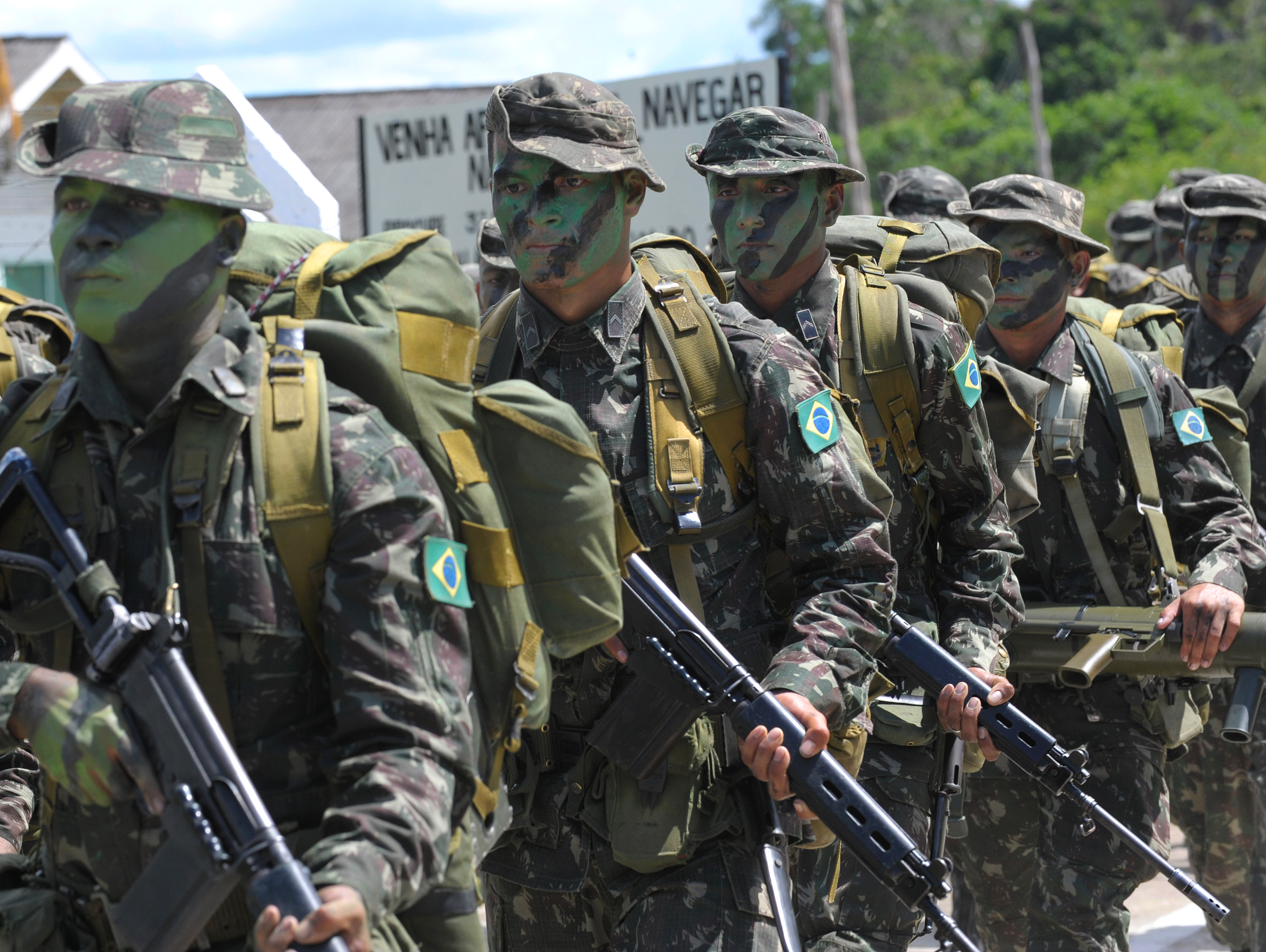
Un groupe de militaires brésiliens armé de FN FAL.

Dans les forces armées brésiliennes, un groupe de combat est composé de treize soldats. Un sergent commandant trois équipes de feu composé d'un caporal et de trois fantassins armé dans les années 2000 chacune d'un fusil-mitrailleur FAP - une version du FN FAL - pour l'armée de terre et d'une mitrailleuse légère FN Minimi dans l'infanterie de marine. Ce groupe dispose de lance-roquettes AT4.

## États-Unis
Un groupe de combat de l'armée de terre des États-Unis est composé ainsi :
- Durant la seconde guerre mondiale, de 12 hommes : un chef de groupe, un chef de groupe adjoint, un mitrailleur avec un fusil mitrailleur Browning BAR M1918 pour le tir de suppression, son assistant, un porteur de munitions, deux éclaireurs, et cinq fusiliers ;
- De 1946 à 1956, de neuf soldats : un chef de groupe, un chef d'équipe adjoint, un mitrailleur, six fusiliers ;
- De 1956 à 1961, de onze soldats:  un chef de groupe, deux chefs d'équipe de feu, deux mitrailleurs, six fusiliers :
- De 1961 à 1969, de dix soldats :  un chef de groupe, deux chefs d'équipe, deux mitrailleurs, cinq fusiliers ;
- De 1969 à 1983, de onze soldats : un chef de groupe, deux chefs d'équipe, deux mitrailleurs, six fusiliers ;
- Testé à partir de 1980 et généralisé depuis 1983, de neuf soldats :  un chef de groupe, deux chefs d'équipe, deux mitrailleurs armés de M249 et quatre fusiliers.

Le corps des Marines des États-Unis met en œuvre un groupe de combat de treize personnes, un sergent ou un caporal dirigeant trois équipes de feu de quatre fusiliers marins. En 2018, il est envisagé une réorganisation générale de la structure des unités de combat, le groupe passerait à douze personnes : trois équipes de tir de trois plus une équipe de commandement composée du chef d’équipe, du chef d’équipe adjoint et de «l’opérateur de systèmes d’équipe» s'occupant d'un micro-drone.  Les Marine littoral combat team constitués à partir de 2022 comprennent 14 personne, réparties en 2 équipes de tir de six, avec un chef d'escouade et un chef d'escouade adjoint.
Le groupe de combat du US Military Police Corps est composé de trois équipes de trois policiers militaires.
Dans les US Air Force Security Forces, un groupe de combat est composé de trois équipes de feu de quatre membres dirigé pas un officier ou un sergent.

## Chine
Durant la première république de Chine, le groupe de combat ou section ((zh) :  班 }, est l'unité de base de l'Armée nationale révolutionnaire.
En 1937, une escouade d'infanterie d'une division d'élite formés durant la coopération sino-germanique devrait idéalement avoir une mitrailleuse légère et 10 fusils, mais seulement l'une des trois équipes dans une division de l'armée régulière du Centre aurait une mitrailleuse légère. En outre, les divisions de l'armée provinciales réguliers n'avaient pas tous des mitrailleuses. En 1949, l'effectif théorique d'un groupe de combat est de 14 soldats.

## Danemark
En 2013, dans les Forces armées danoises, une unité d'infanterie mécanisée danois standard (MEKINFGRP) équipé d'un véhicule de transport de troupes sera typiquement constituée de :
- Chef de groupe (GF), d'un grade de sergent, armé de fusil d'assaut M/95 ;
- Pistolet 1 (GV1), commandant en second, armé de fusil M/95 et d'un lance-roquette AT4 ;
- Gun 2 (GV2), tireur antichar, armé de fusil M/95 et AT4;
- Gun 3 (GV3), assistant soignant, armé de fusil M/95 ;
- Mitrailleur d'arme légère 1 (LSV1), armé d'un fusil-mitrailleur M/04 ;
- Mitrailleur d'arme légère 2 (LSV2), armé d'un M/04 ;
- Membre d'équipage du véhicule (FILE), armés de fusil M/95 ;
- Commandant du véhicule transport de troupe (VKMD), canonnier sur la mitrailleuse Browning M2, armé de fusil M/95.

## France
En ce qui concerne l'armée française, le groupe est une sous-division d'une section qui est placé sous le commandement d'un sous-officier d'un grade variant de sergent à celui de major. Regroupant entre 2 et 4 équipes, il compte en général entre 7 et 15 hommes.
Une section d'infanterie de l'armée de terre française a, selon l'organisation théorique INF202 de 1999, trois groupes de combat de sept soldats : un chef de groupe, deux chefs d'équipe (300 m et 600 m) et quatre grenadiers/voltigeurs.
La dotation organique en armes de la section est :
- Pour le groupe de combat, réparti en 2 équipes :
  - L'équipe 300 m (équipe "choc" dans les années 1960-70) : 
    - 1 chef d'équipe avec fusil d'assaut FAMAS puis à partir de 2017 HK-416F ;
    - 2 grenadiers/voltigeurs avec HK-416F et AT4.

  - L'équipe 600 m (équipe "feu" dans les années 1960-70) : 
    - 1 chef d'équipe avec HK-416 ;
    - 1 grenadier/voltigeur avec FN Minimi ;
    - 1 grenadier/voltigeur avec lance-grenades individuel et HK-416.

- pour le groupe appui : 
  - chef de groupe avec Famas ;
  - 2 équipes avec chacune :
    - 1 tireur (HK-416 et poste de tir Eryx) ;
    - 1 pourvoyeur (HK-416 et munitions Eryx).

Fin 2015, on envisage la configuration suivante dans le cadre du programme Au contact qui entre en vigueur en 2022 :
- Une section d'infanterie de combat de 40 soldats s'articulera 3 groupes de combats de 10 soldats, d'un groupe appui de cinq soldats (2 postes de tir Eryx puis deux lance-roquettes de nouvelle génération) et de l'élément de commandement de trois soldats[7] ;
- Un groupe de combat se compose autour d'un VBCI ou VBMR avec 1 pilote, 1 tireur, 1 chef de groupe, 1 tireur de précision, 6 combattants[8].

En droit français, la qualification de groupe de combat est établie par la loi du 10 janvier 1936 sur les groupes de combat et milices privées.

## Pays-Bas

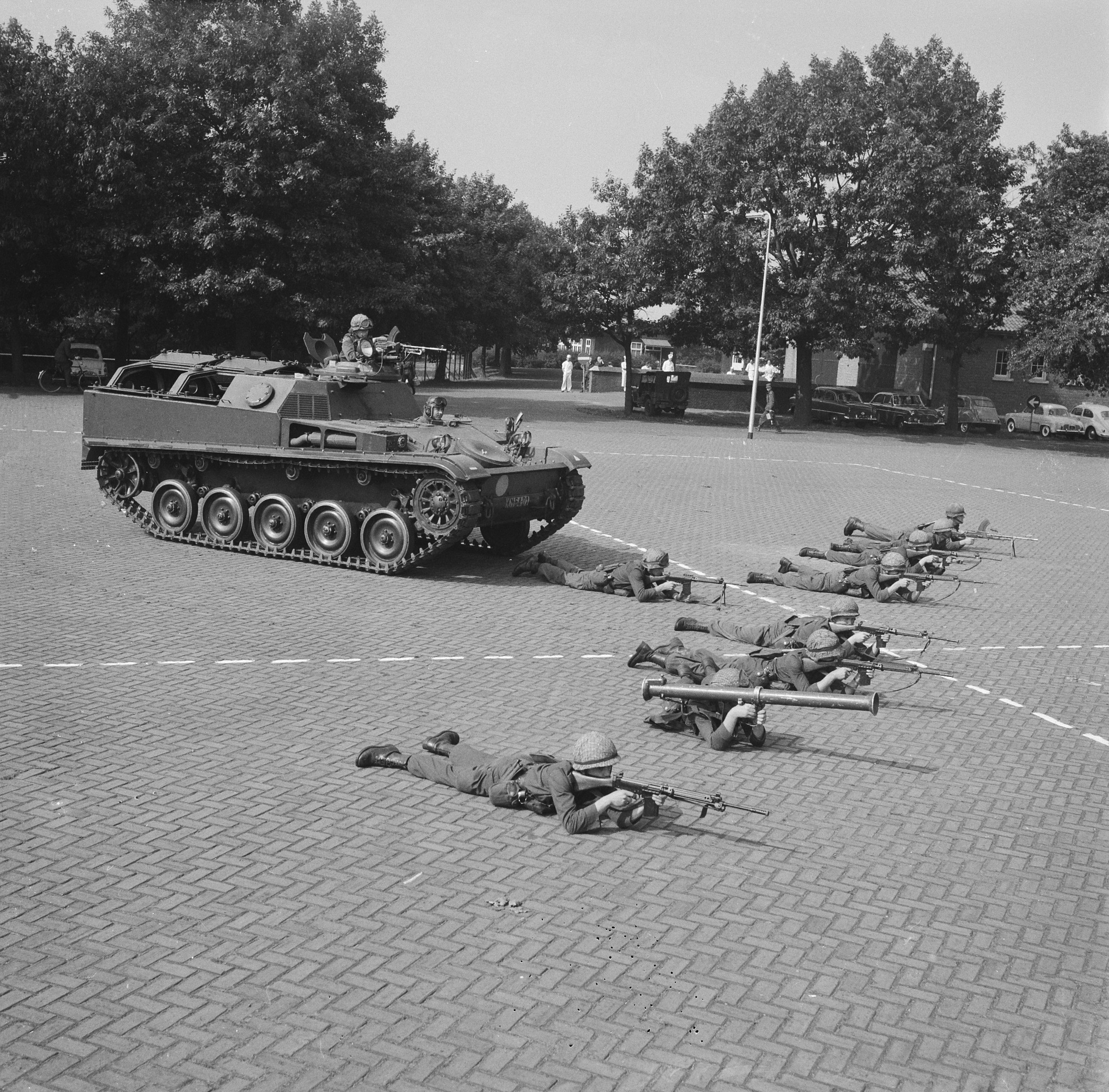
Groupe de combat de l’armée de terre néerlandaise armée de FN-FAL devant un AMX-13 VCI en 1962.

Un groupe de combat dans le corps d'infanterie de marine des Pays-Bas se compose de huit combattants  : un sergent, un caporal et six fusiliers-marins.

## URSS/Russie
Dans l'armée rouge, dans les années 1980, une section d'infanterie mécanisée est composée ainsi : un groupe de commandement de deux hommes, trois groupes de combat de neuf militaires déployés par un véhicule blindé par groupe (BTR-60 ou BMP-1 par exemple) et de un à trois tireurs de précision. Le groupe est équipé d'un lance-roquette (RPG-7 ou RPG-16 (en)), de un à deux fusils-mitrailleurs Kalachnikov RPK-74, le reste des militaires étant armés de fusils d'assaut AKS.

## Suisse

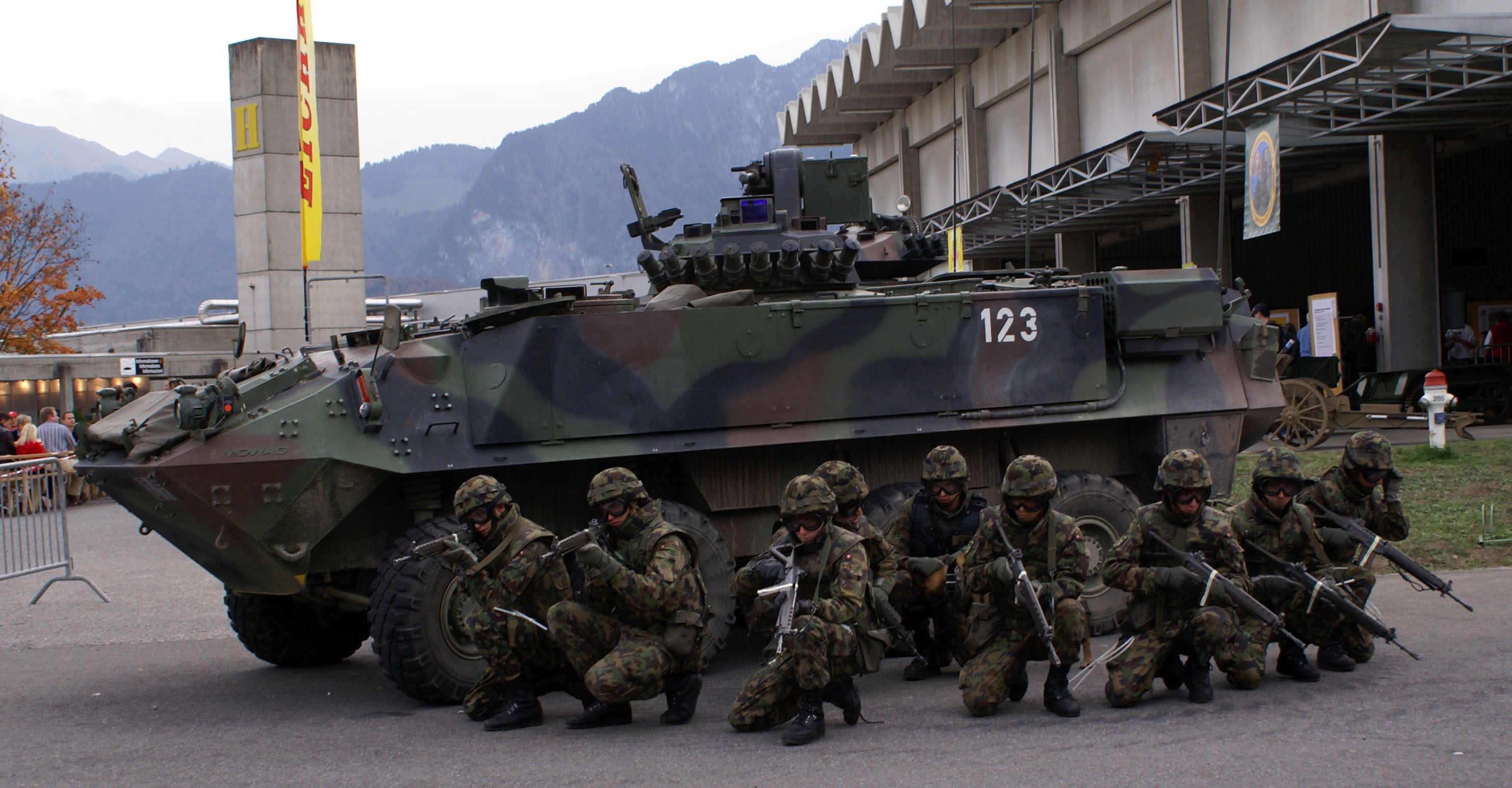
Groupe de combat de l'infanterie mécanisée de l'armée suisse armé de SIG SG 550 appelé aussi Fass 90 devant un Mowag Piranha en 2006.

Durant le temps de service du fusil-mitrailleur 1925 (en) (appelée aussi Lmg-25, FM-25, Furrer M25, Leichte Maschinengewehr 1925, Lmg 25) de calibre 7,5 × 55 mm GP11 dans l'armée suisse de 1925 aux années 1960, le groupe F.M. est normalement composé de huit hommes :
- le tireur, responsable de l'arme et de sa parfaite utilisation,
- l'aide tireur, qui sert également de pourvoyeur. L’aide tireur effectue le chargement, l'approvisionnement, l'assurage de l'arme et le changement de canon. Ceci permet au tireur de se concentrer sur un seul objectif.
- le chef du groupe F.M., pourvu de jumelles, il désigne les objectifs.
- Deux pourvoyeurs équipés de 300 coups chacun (en plus des 120 coups du tireur et les 300 autres de l'aide tireur)
- Trois autres fusiliers sont engagés à des fins de protection rapprochée notamment. L’ensemble de ces fantassins sont armés du mousqueton 1931 qui est remplacé à partir de 1957 par le Fass 57, puis par le Fass 90 en 1986.

## Turquie
La gendarmerie turque met en œuvre un groupe de combat de 11 personnes.